# Bahnstrecke Reda–Hel
| Bahnhof Hel |                      |                                                    |                                                    |
| |                      |                                                    |                                                    |
| Streckennummer: | 213 (D29)            |                                                    |                                                    |
| Kursbuchstrecke: | PKP 450              |                                                    |                                                    |
| Streckenlänge: | 61,669 km            |                                                    |                                                    |
| Spurweite: | 1435 mm (Normalspur) |                                                    |                                                    |
| Streckengeschwindigkeit: | 100 km/h             |                                                    |                                                    |
| |                      |                                                    |                                                    |
| \| \| \| von Gdańsk \| \| \| \| 0,000 \| Reda deutsch: Rheda (Westpr)* \| Reda deutsch: Rheda (Westpr)* \| \| \| \| nach Szczecin \| \| \| \| 4,758 \| Reda Rekowo deutsch: Rekau* \| Reda Rekowo deutsch: Rekau* \| \| \| 8,853 \| Mrzezino deutsch: Brambusch* \| Mrzezino deutsch: Brambusch* \| \| \| 11,367 \| Żelistrzewo deutsch: Sellen (Kr Neustadt Wpr)* \| Żelistrzewo deutsch: Sellen (Kr Neustadt Wpr)* \| \| \| 15,986 \| Puck deutsch: Putzig* \| Puck deutsch: Putzig* \| \| \| 17,44 \| Bocznica Kral \| Bocznica Kral \| \| \| 20,97 \| Swarzewo deutsch: Schwarzau (Westpr)*, früher Bhf. \| Swarzewo deutsch: Schwarzau (Westpr)*, früher Bhf. \| \| \| \| nach Krokowa \| \| \| \| 26,718 \| Władysławowo deutsch: Großendorf (Westpr)* \| Władysławowo deutsch: Großendorf (Westpr)* \| \| \| 28,269 \| Władysławowo Port \| Władysławowo Port \| \| \| 34,73 \| Chałupy deutsch: Ziegenhagen* \| Chałupy deutsch: Ziegenhagen* \| \| \| 40,391 \| Kuźnica (Hel) deutsch: Kußfeld* \| Kuźnica (Hel) deutsch: Kußfeld* \| \| \| ~46,2 \| Jastarnia Wczasy \| Jastarnia Wczasy \| \| \| 48,024 \| Jastarnia deutsch: Heisternest* \| Jastarnia deutsch: Heisternest* \| \| \| 51,014 \| Jurata deutsch: Helaheide* \| Jurata deutsch: Helaheide* \| \| \| 55,75 \| Hel Bór \| Hel Bór \| \| \| 61,669 \| Hel deutsch: Hela* \| Hel deutsch: Hela* \| \| \| ~63,5 \| Hafenbahn und Anschluss Militärgelände \| Hafenbahn und Anschluss Militärgelände \| \| \| \| \| \| \| *Stand 1944[2] \| \| \| \| |                      |                                                    |                                                    |
| Strecke |                      | von Gdańsk                                         | von Gdańsk                                         |
| Bahnhof | 0,000                | Reda deutsch: Rheda (Westpr)*                      | Reda deutsch: Rheda (Westpr)*                      |
| Abzweig geradeaus und nach links |                      | nach Szczecin                                      | nach Szczecin                                      |
| Haltepunkt / Haltestelle | 4,758                | Reda Rekowo deutsch: Rekau*                        | Reda Rekowo deutsch: Rekau*                        |
| Bahnhof | 8,853                | Mrzezino deutsch: Brambusch*                       | Mrzezino deutsch: Brambusch*                       |
| Haltepunkt / Haltestelle | 11,367               | Żelistrzewo deutsch: Sellen (Kr Neustadt Wpr)*     | Żelistrzewo deutsch: Sellen (Kr Neustadt Wpr)*     |
| Bahnhof | 15,986               | Puck deutsch: Putzig*                              | Puck deutsch: Putzig*                              |
| ehemalige Blockstelle | 17,44                | Bocznica Kral                                      | Bocznica Kral                                      |
| Haltepunkt / Haltestelle | 20,97                | Swarzewo deutsch: Schwarzau (Westpr)*, früher Bhf. | Swarzewo deutsch: Schwarzau (Westpr)*, früher Bhf. |
| Abzweig geradeaus und ehemals nach links |                      | nach Krokowa                                       | nach Krokowa                                       |
| Bahnhof | 26,718               | Władysławowo deutsch: Großendorf (Westpr)*         | Władysławowo deutsch: Großendorf (Westpr)*         |
| Haltepunkt / Haltestelle | 28,269               | Władysławowo Port                                  | Władysławowo Port                                  |
| Haltepunkt / Haltestelle | 34,73                | Chałupy deutsch: Ziegenhagen*                      | Chałupy deutsch: Ziegenhagen*                      |
| Bahnhof | 40,391               | Kuźnica (Hel) deutsch: Kußfeld*                    | Kuźnica (Hel) deutsch: Kußfeld*                    |
| Haltepunkt / Haltestelle | ~46,2                | Jastarnia Wczasy                                   | Jastarnia Wczasy                                   |
| Bahnhof | 48,024               | Jastarnia deutsch: Heisternest*                    | Jastarnia deutsch: Heisternest*                    |
| Haltepunkt / Haltestelle | 51,014               | Jurata deutsch: Helaheide*                         | Jurata deutsch: Helaheide*                         |
| ehemaliger Haltepunkt / Haltestelle | 55,75                | Hel Bór                                            | Hel Bór                                            |
| Kopfbahnhof Strecke ab hier außer Betrieb | 61,669               | Hel deutsch: Hela*                                 | Hel deutsch: Hela*                                 |
| | ~63,5                | Hafenbahn und Anschluss Militärgelände             | Hafenbahn und Anschluss Militärgelände             |
| |                      |                                                    |                                                    |
| *Stand 1944 |                      |                                                    |                                                    |

Die Bahnstrecke Reda–Hel ist eine Nebenbahn in der polnischen Woiwodschaft Pommern. Sie verläuft von Reda (deutsch Rheda) über Puck (deutsch Putzig) auf die Halbinsel Hel (deutsch Hela).

## Geschichte
Der Abschnitt von Rheda bis Schwarzau (Westpr) wurde bereits um die Jahrhundertwende durch die Preußische Staatsbahn als Teil der heute stillgelegten Verbindung nach Krokowa (deutsch Krockow) in zwei Teilabschnitten eröffnet:
- Rheda–Putzig (15. Dezember 1898)
- Putzig–Schwarzau (Westpr) (– Krockow) (26. September 1903)

Nach dem Ersten Weltkrieg lag die Strecke im sogenannten Polnischen Korridor und gelangte damit in den Besitz der neugegründeten Polnischen Staatsbahnen (PKP). Diese verlängerte die Strecke bis nach Hel. Am 19. Juni 1922 wurde die Strecke Swarzewo–Hel eröffnet.
Nach dem Überfall auf Polen 1939 gehörte die Strecke zum Deutschen Reich. Die Deutsche Reichsbahn betrieb die Strecke als Kursbuchstrecke 131b (Danzig–)Gotenhafen–Neustadt (Westpr) und Rheda (Westpr)–Hela/Krockow. Der Fahrplan 1944 verzeichnete insgesamt fünf Zugpaare zwischen Gotenhafen (Gdynia) und Hela.
1945 kam die Strecke wieder zur PKP.
Heute wird die Strecke von den Regionalzügen in der Relation Gdynia Głowna – Hel in einem angenäherten Ein- bis Zwei-Stundentakt befahren. Direkte Schnellzüge verkehren im Sommerhalbjahr von und nach Łódź, Wrocław und Kraków.

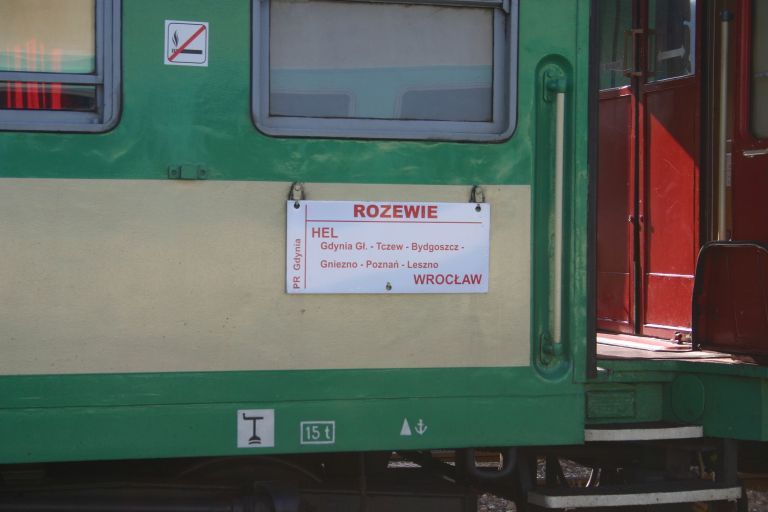
Saisonschnellzug nach Wrocław
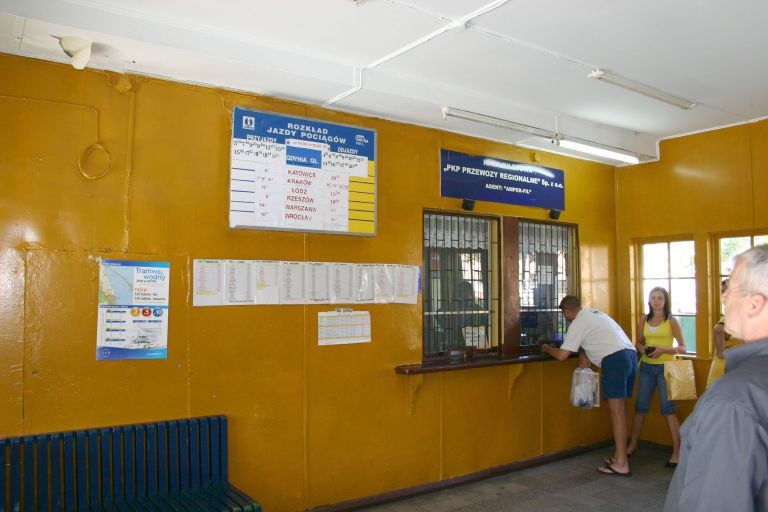
Fahrkartenschalter in Hel
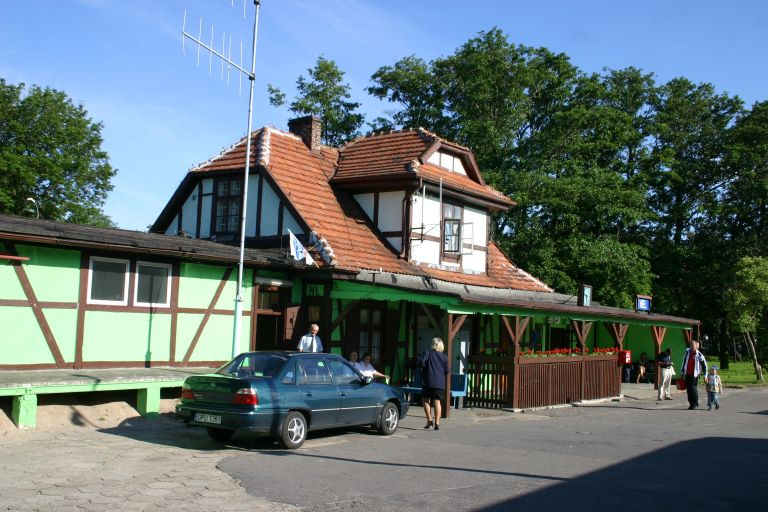
Bahnhof Hel

## Betriebsstellen

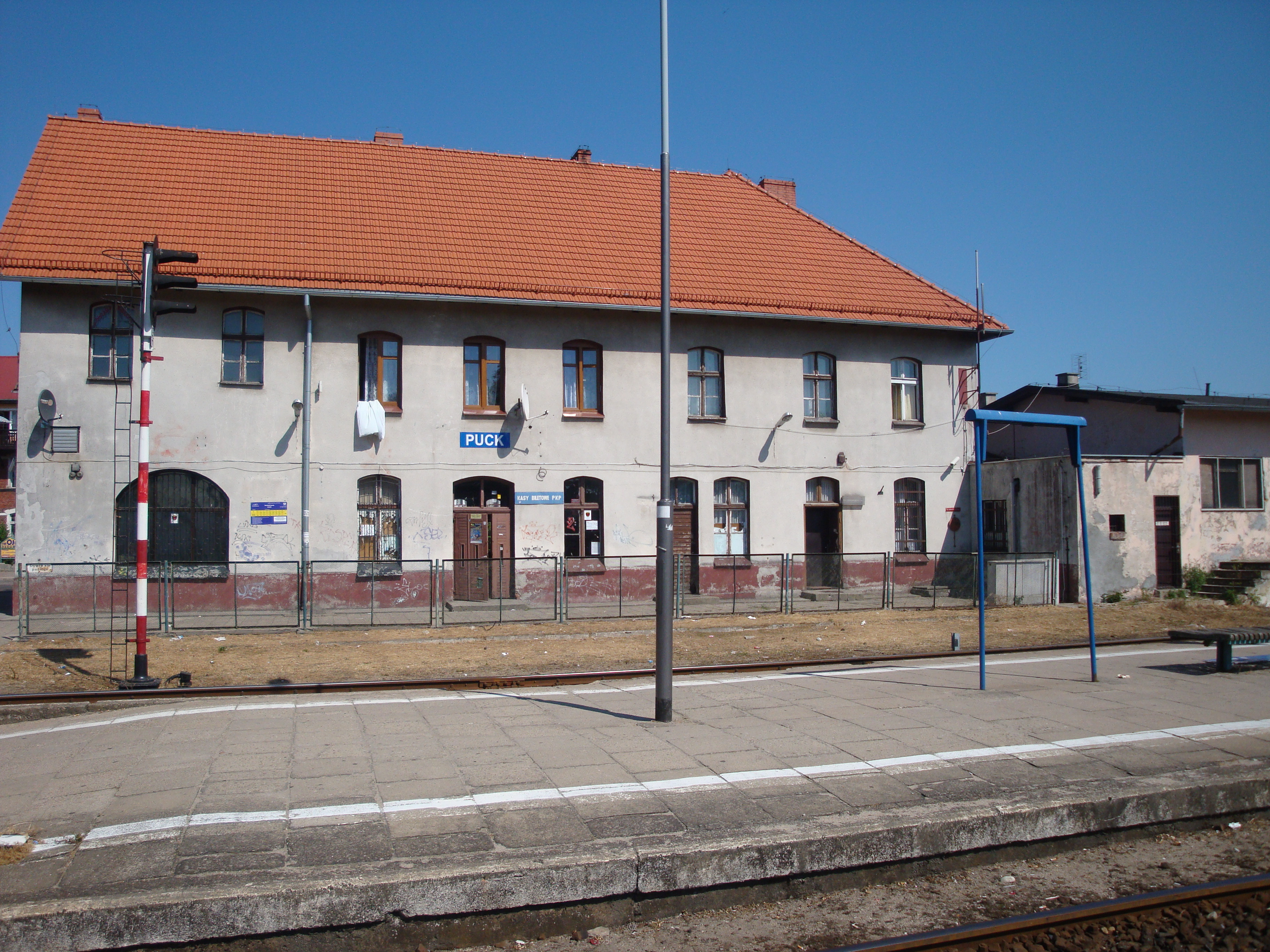
Bahnhof Puck
Der Bahnhof Puck (deutsch bis 1918, 1939/1945: Putzig) war von 1898 bis 1903 Endbahnhof der Strecke. Nach dem Bau der Verlängerung nach Hel begannen in Puck die Züge nach Krokowa. Aus dem Grund besaß der Bahnhof eine Lokomotiveinsatzstelle. Diese ist aufgelassen, der Wasserturm abgerissen.